# Ejnar Nielsen
 Der er flere personer med dette navn, se Ejnar Nielsen (flertydig).
Einar (Ejnar) August Nielsen (9. juli 1872 i København – 21. juli 1956 i Hellerup) var en dansk maler. Ejnar Nielsen blev uddannet som malersvend i 1892 på Københavns Tekniske Skole hos Holger Grønvold, på Kunstakademiet i København hos Adolph Kittendorff, Frederik Vermehren 1889-93 og på Zahrtmanns malerskole 1895-96.
Ejnar Nielsens besøg i Gjern i 1894 fik afgørende betydning for hans kunst. Under gentagne ophold i byen gjorde Nielsen gjernborgernes liv til en del af hans motivkreds. Nielsen var yderst selvkritisk og destruerede flere af sine billeder, bl.a. en fremstilling af Ijob (1914).
Den udendørs mosaikudsmykning i hvælvet under Den ny Scene, Stærekassen, fra (1932-38) indeholder motiver af berømte danske mænd og folk, der arbejder, mens de lytter til radioen, bygningen husede oprindelig Statsradiofonien. Udsmykningen forårsagede efter indvielsen en heftig polemik i pressen.
Han er begravet på Bispebjerg Kirkegård.

## Hæder
- Akademiets stipendium 1899, 1903, 1908-09
- bronzemedalje, Exposition Universelle (1900)
- Den Raben-Levetzauske Fond, 1901
- De Bielkeske Legater 1902
- Den Hielmstierne-Rosencroneske Stiftelse, 1902
- Eckersberg Medaillen, 1908
- Thorvaldsen Medaillen, 1913
- Eibeschütz' Præmie, 1914
- Det anckerske Legat, 1916
- Alfred Benzons Fond, 1930
- Frans Schwartz, 1930-38

## Reference
1. ↑  "Kunstindeks Danmark & Weilbachs kunstnerleksikon". Arkiveret fra originalen 11. marts 2010. Hentet 6. december 2011.